# کای هویجوئه
کای هویجوئه (انگلیسی: Cai Huijue؛ زادهٔ ۱ ژانویهٔ ۱۹۸۰) شناگر اهل چین است.